# Polpette di pesce
Le polpette di pesce sono palline di pesce fritte o bollite diffuse in tutto il mondo. Solitamente, le polpette di pesce sono a base di pesce in poltiglia o surimi, e legate con il sale, la farina di tapioca, il mais, o la fecola di patate.

## Diffusione

### Asia
Le polpette di pesce sono popolari in Cina, che è uno dei massimi produttori dell'alimento, così come nell'Asia orientale e sudorientale, dove sono un popolare spuntino, o fungono da ingrediente per zuppe od hot pot. Tra le tante specialità asiatiche si possono segnalare i bakso e gli otak-otak dell'Indonesia, le bola-bola filippine, le bebola ikan, dei Brunei, e le crocchette di pesce thailandesi, che fungono da spuntino.

### Europa
I fischklößchen tedeschi sono grossi gnocchi aromatizzati da inumidire con il brodo e che possono essere mangiati con il riso e le verdure.
Le polpette di pesce si consumano in alcune parti d'Italia. In Campania sono diffuse le palline fritte di alici, pecorino o caprino e mollica di pane e quelle di mussillo (baccalà). In Lombardia, Trentino e Veneto si possono consumare quelle di cavedano e lavarello (coregone).
In Portogallo sono tradizionali i bocconcini di baccalà. Il piatto è anche diffuso in Catalogna e nelle ex colonie portoghesi in Africa.
In Scandinavia vengono preparate delle crocchette tenere ottenute mescolando pesce frullato, latte, e fecola di patate. Solitamente, queste polpette di pesce vengono racchiuse in contenitori di plastica o lattine di metallo e destinate alla grande distribuzione. A seconda del Paese di provenienza, esse prendono nomi diversi: in Norvegia sono conosciute come fiskeboller, e si preparano con il brodo di pesce; le fiskbullar svedesi contengono riso, patate e piselli; l'Islanda conta le fiskbollur, simili alle polpette di pesce norvegesi e svedesi, e le fiskibollur da friggere in padella; nelle Fær Øer, le knettir si preparano usando pesci demersali e grasso di montone.